# 峰尾恭輔
峰尾 恭輔（みねお きょうすけ、1974年12月16日 - ）は、日本のレーシングドライバー。東京都八王子市出身。
身長175cm、体重67kg、血液型はRh+O型。

## 人物・来歴
F1レーサーを夢みていたが、レースとは無縁な家庭環境だったことから、レースデビューは21歳と遅い。オートバックスのサポートを受け、1997年にザウルスジュニアでチャンピオンを獲ると、翌年はフォーミュラ・トヨタにステップアップした。当時のフォーミュラ・トヨタは参加台数が40台にもなり、激戦が繰り返されていた。2年間のフォーミュラ・トヨタ参戦では優勝こそ出来なかったが、2000年にはF3にステップアップした。
新人が結果を出すのは非常に難しかった当時のF3で、3戦目に3位表彰台を獲得した（日本人でトップの成績だった）。続く第4戦では結果を残せず、スポンサー撤退と不運も重なりF3から姿を消した。以後、フォーミュラでの走りは見られなくなったが、翌年以降ツーリングカーレースに活躍の場を移し、SUPER GT・スーパー耐久を主に戦っている。
2012年は大手ブレーキメーカーでもあるエンドレスから、SUPER GT・GT300クラスと、スーパー耐久ST1クラスに参戦し、両クラスでチャンピオンを獲得したが、SUPER GT最終戦では優勝を飾っての大逆転劇であった。
2021年7月、東京都八王子市にスポーツカー専門店「スーパーソニックス」を開店させ、同店の店長を務める。モバイルアクセサリー等を手掛ける「エアージェイ」の中古車事業部長として手掛けた初の店舗でもある。

## レース戦績
- 1996年
  - ザウルスジュニア関東シリーズ＜合計3戦参加＞（#56 クラージュμ･BP→大垂水・BP・μ／NSJ91）
  - 96'ブレインズスーパーカップ RACEⅡ（#10 バトルマガジンB／NSJ91）（決勝11位）
- 1997年 - ザウルスジュニア東日本シリーズ（#23 オートバックス／NSJ94）（シリーズチャンピオン・4勝）
- 1998年 - フォーミュラ・トヨタ メインシリーズ（#23→#56 カルテックス･ハボリンFT／FT20）（シリーズ10位）
- 1999年 - フォーミュラ・トヨタ メインシリーズ（#1 カルテックス･ハボリンFT20／FT20）（シリーズ5位）
- 2000年 - 全日本F3選手権＜Rd.1-4&7に参戦＞（#20 DTMダラーラ→BTECダラーラ／ダラーラF399 3S-GE）（シリーズ9位・新人賞）
- 2001年 - ネッツカップ･アルテッツアシリーズ（Team ESSO ultraflo #6 ウルトラフローASアルテッツア／SXE10）（シリーズ8位）
- 2002年
  - ネッツカップ･アルテッツアシリーズ（#34 ネッツ兵庫・アルテッツア／SXE10）（シリーズ9位）
  - 第9回十勝24時間レース･ClassN+（#79 AUTOBACS FOS DRアルテッツァ／SXE10）（総合20位・クラス4位）
  - インテグラ東日本シリーズ（スーパーTEC）＜スポット参戦＞（#15 インテグラ／DC5）（決勝5位）
- 2003年
  - ネッツカップ･アルテッツアシリーズ（#34 オートバックス･アルテッツア／SXE10）（シリーズチャンピオン・2勝）
  - インテグラワンメイクシリーズ･インターカップ＜スポット参戦＞（#15 MlineDC5☆ADVAN／インテグラ DC5）
  - インテグラワンメイクシリーズ･東日本シリーズ＜スポット参戦＞（#15 MlineインテグラADVAN／インテグラ DC5）
  - 第10回十勝24時間レース・ClassN+（AUTOBACS RACING TEAM AGURI #55 ARTA FOS アルテッツァ／SXE10）（総合19位・クラス2位）
- 2004年 - スーパー耐久シリーズ･ClassN+（AUTOBACS RACING TEAM AGURI #55 オートバックスFOS アルテッツァ／SXE10）（シリーズ3位）
- 2005年 - スーパー耐久シリーズ･STクラス5（ARTA with SPIRIT #37 ARTA F.O.S アルテッツァ／SXE10）（シリーズ2位）
- 2006年
  - SUPER GT･GT300クラス（ENDLESS SPORTS #14 ハンコックエンドレスポルシェ）（シリーズ21位）
  - スーパー耐久シリーズ･STクラス2（エンドレススポーツ #123 エンドレス アライ アドバン GDB／スバル インプレッサ GH-GDB）
- 2007年 - SUPER GT･GT300クラス（apr #31 apr MR-S）（シリーズ18位）
- 2008年 - SUPER GT･GT300クラス（apr #31 DOUBLEHEAD avex apr MR-S）（シリーズ14位）
- 2009年
  - SUPER GT･GT300クラス＜Rd.5～参戦＞（apr #31 avex apr COROLLA Axio）
  - スーパー耐久シリーズ・STクラス2（エンドレススポーツ #3）（シリーズチャンピオン）
- 2010年
  - SUPER GT･GT300クラス＜Rd.6戦参戦＞（apr #43 ARTA ガライヤ）（予選2位、決勝2位）
  - スーパー耐久シリーズ・STクラス2（エンドレススポーツ #3）（シリーズ2位）
- 2011年
  - SUPER GT･GT300クラス（TAISAN #26 Verity TAISAN Porsche）
  - スーパー耐久シリーズ・STクラス2（エンドレススポーツ #3 ENDLESS・ADVAN・CS-X）（シリーズ2位）
- 2012年
  - SUPER GT･GT300クラス（TAISAN #911 ENDLESS TAISAN PORSCHE）（シリーズチャンピオン）
  - スーパー耐久シリーズ・STクラス1（エンドレススポーツ #3　ENDLESS ADVAN Z 380RSーC）（シリーズチャンピオン）

### SUPER GT
| 年     | チーム                           | 使用車両                        | クラス | 1      | 2      | 3      | 4       | 5       | 6       | 7      | 8       | 9       | 順位 | ポイント |
| ------ | -------------------------------- | ------------------------------- | ------ | ------ | ------ | ------ | ------- | ------- | ------- | ------ | ------- | ------- | ---- | -------- |
| 2006年 | ENDLESS SPORTS                   | ポルシェ・911 GT3               | GT300  | SUZ 9  | OKA 22 | FSW 3  | SEP 6   | SUG Ret | SUZ Ret | TRM 11 | AUT 14  | FSW 20  | 21位 | 18       |
| 2007年 | apr                              | トヨタ・MR-S                    | GT300  | SUZ 8  | OKA 9  | FSW 6  | SEP 15  | SUG 7   | SUZ 7   | TRM 9  | AUT Ret | FSW Ret | 18位 | 18       |
| 2008年 | apr                              | トヨタ・MR-S                    | GT300  | SUZ 10 | OKA 11 | FSW 4  | SEP 6   | SUG 3   |         | TRM 17 | AUT 11  | FSW 4   | 14位 | 34       |
| 2008年 | AUTOBACS RACING TEAM AGURI       | ASL・ガライヤ                   | GT300  |        |        |        |         |         | SUZ Ret |        |         |         | 14位 | 34       |
| 2009年 | apr                              | トヨタ・カローラ                | GT300  | SUZ    | OKA    | FSW    | SEP     | SUG 10  | SUZ 18  | FSW 15 | AUT 5   | TRM 6   | 15位 | 12       |
| 2010年 | AUTOBACS RACING TEAM AGURI       | ASL・ガライヤ                   | GT300  | SUZ    | OKA    | FSW    | SEP     | SUG     | SUZ 2   | FSW    | TRM     |         | NC   | 0        |
| 2011年 | Team TAISAN CINECITTA            | ポルシェ・911 GT3RS             | GT300  | OKA 11 | FSW 12 | SEP 13 | SUG 11  | SUZ 14  | FSW 15  | AUT 20 |         |         | NC   | 0        |
| 2011年 | Team TAISAN CINECITTA            | フェラーリ・F430 GT2            | GT300  |        |        |        |         |         |         |        | TRM Ret |         | NC   | 0        |
| 2012年 | Team TAISAN ENDLESS              | ポルシェ・911 GT3R              | GT300  | OKA 2  | FSW 8  | SEP 2  | SUG 5   | SUZ Ret | FSW 4   | AUT 2  | TRM 1   |         | 1位  | 82       |
| 2013年 | Team TAISAN 剣 ENDLESS           | ポルシェ・911 GT3R              | GT300  | OKA 10 | FSW NC | SEP 11 | SUG 3   | SUZ 7   | FSW 19  | AUT 8  | TRM 10  |         | 12位 | 25       |
| 2014年 | LEON RACING                      | メルセデス・ベンツ・SLS AMG GT3 | GT300  | OKA 5  | FSW NC |        |         |         |         |        |         |         | 23位 | 8        |
| 2014年 | Porsche Team KTR                 | ポルシェ・911 GT3R              | GT300  |        |        | AUT 14 | SUG     | FSW 9   |         | CHA 16 | TRM 21  |         | 23位 | 8        |
| 2014年 | Team TAISAN KEN DIMMAK           | 日産・GT-R NISMO GT3            | GT300  |        |        |        |         |         | SUZ Ret |        |         |         | 23位 | 8        |
| 2015年 | Direction Racing                 | フェラーリ・458 GT3             | GT300  | OKA 11 | FSW 13 | CHA 18 | FSW 12  | SUZ 9   | SUG 11  | AUT 4  | TRM 10  |         | 18位 | 12       |
| 2016年 | LAMBORGHINI Team DIRECTION Shift | ランボルギーニ・ウラカン GT3    | GT300  | OKA 16 | FSW 17 | SUG    | FSW DNS | SUZ 19  | CHA     | TRM 27 | TRM 18  |         | NC   | 0        |
| 2017年 | PACIFIC with GULF RACING         | ポルシェ・911 GT3R              | GT300  | OKA 3  | FSW 10 | AUT 17 | SUG 10  | FSW 5   | SUZ 8   | CHA 14 | TRM 4   |         | 8位  | 31       |
| 2018年 | PACIFIC with GULF RACING         | ポルシェ・911 GT3R              | GT300  | OKA    | FSW    | SUZ    | CHA     | FSW 15  | SUG     | AUT    | TRM     |         | NC   | 0        |
| 2019年 | PACIFIC RACING with GOOD SPEED   | ポルシェ・911 GT3R              | GT300  | OKA 15 | FSW 22 | SUZ 22 | CHA 16  | FSW 19  | AUT 22  | SUG 9  | TRM 15  |         | 27位 | 2        |